# Frisco Jenny
Frisco Jenny ist ein US-amerikanischer Spielfilm mit Ruth Chatterton unter der Regie von William A. Wellman aus dem Jahr 1933.

## Handlung
Jenny Sandoval arbeitet als Bedienung im Bierlokal ihres Vaters. Sie hat eine Affäre mit dem Pianisten Dan McAllister und wird von ihm schwanger. Jenny erzählt ihrem Vater von der geplanten Hochzeit, als dieser sie erbost schlägt. In dem Moment bricht das große Erdbeben von 1906 von San Francisco los. Bei dem Beben kommen ihr Vater und Dan um. Jenny überlebt und wird gezwungen, sich und ihren kleinen Sohn Dan durch Prostitution zu ernähren. Mit Hilfe des korrupten Anwalts Steve Dutton eröffnet Jenny ein Bordell, das bald zu den umsatzstärksten der Stadt gehört. Sie lebt in Reichtum und wird doch einige Zeit später in einen Skandal verwickelt, der sie zwingt, ihr Kind bei einer wohlhabenden Familie, den Reynolds, unterzubringen. Die Jahre vergehen und Jenny ist erfolgreich im Alkoholschmuggel involviert. Ihr Sohn, der fest davon überzeugt ist, ein echter Reynolds zu sein, ist mittlerweile der Bezirksstaatsanwalt, und als erste Amtshandlung nimmt er das Geschäft von Jenny und Steve hoch und stellt beide unter Anklage. Steve, der Angst um seine Zukunft hat, will Dan mit der Wahrheit über seine leibliche Mutter erpressen. Doch Jenny, deren Gefühle für ihr Kind niemals nachgelassen haben, erschießt Steve, bevor er alles verraten kann. Sie wird zum Tode verurteilt und selbst der letzte Versuch von Dan, der sich unerklärlicherweise zu Jenny hingezogen fühlt, die wahren Motive aufzuklären, scheitert. Jenny geht erhobenen Hauptes zur Hinrichtung, in der Überzeugung, das moralisch Richtige getan zu haben.

## Hintergrund
Ruth Chatterton war damals einer der weiblichen Topstars und trug den Ehrentitel „First Lady of the Screen“. Nach einer langen Karriere am Broadway hatte sie erst 1928 ihr Filmdebüt gegeben und war rasch populär geworden. Ihre Stärke lag in der Darstellung selbstbewusster Frauen, die sich aus eigener Kraft aus jeder noch so misslichen Lage befreien und die einstehen für ihre Überzeugungen. Die letzten kommerziellen Hits von Chatterton, Sarah and Son und The Right to Love, lagen schon etwas länger zurück und ihre Karriere litt seitdem unter einer Reihe von seichten Drehbüchern und schlechten Einspielergebnissen. Mitte 1931 entschloss sich Chatterton daher, das Angebot von Warner Brothers anzunehmen, und wechselte gemeinsam mit ihren Kollegen Kay Francis und William Powell zu bedeutend höheren Gagen. Die Zusammenarbeit mit Warners verlief allerdings nicht so ideal, wie sich beide Seiten das vorgestellt hatten. Chatterton war zunehmend unzufrieden mit den angebotenen Rollen, die sie meist als berechnende Frau aus dem Unterklassemilieu zeigten,  und immer häufiger weigerte sie sich, die angebotenen Drehbücher zu akzeptieren. Die meisten Parts gingen an Kay Francis, so The House on 56th Street, Dr. Monica und Mandalay.
Das Drehbuch von Frisco Jenny übernahm Elemente, die seit Madame X,  Die Sünde der Madelon Claudet und The Secret of Madame Blanche zum festen Repertoire der Frauenfilme der damaligen Zeit gehörten: Es ging um das tragische Schicksal von ledigen Müttern, die alles tun, inklusive Prostitution und Mord, um ihren Kindern ein besseres Leben zu bieten, bloß um am Ende einsam und unglücklich zu enden. 
Regisseur William A. Wellman stand zu Beginn der 1930er bei Warner Brothers unter Vertrag, wo er meist Filme mit sozialkritischem Hintergrund drehte. Seine Arbeiten in  Safe in Hell  sowie die Filme mit Barbara Stanwyck wie Night Nurse und So Big  zeigten die Verzweiflung und materiellen Nöte, die die Weltwirtschaftskrise ausgelöst hatte, am Beispiel von dramatischen Frauenschicksalen. Er stand im Ruf, ein temperamentvoller Zeitgenosse zu sein, der sich mit seinen männlichen Stars oft und gerne prügelte. Er erwartete absoluten Gehorsam von den Schauspielern, was sofort zu massiven Spannungen mit Ruth Chatterton, dem damals größten weiblichen Star des Studios, führte. Nach vielen Streitereien kamen die beiden doch noch zueinander und Chatterton zählte seitdem Frisco Jenny zu ihren Lieblingsfilmen. Wellman übernahm im Film eine kleine Rolle als Reporter.
Der Charakter der Frisco Jenny ist bei aller Melodramatik der Handlung typisch für die Helden von Wellman: Menschen, die in extremen Situationen charakterliche Stärke beweisen und sich selbst und ihren Überzeugungen treu bleiben. Jenny, trotz ihres zwielichtigen Hintergrundes, wählt den Tod vor dem Verrat an ihren Idealen und beweist damit eine Integrität, die nicht unbedingt zu vermuten ist.